# Totorame
Totorame, pleme srodno Cora Indijancima, grupa Corachol, nastanjeno u prvoj polovici 16. stoljeća na obali Sinaloe od Mazatlána na jug. Grad Mazatlán ('zemlja jelena' "Land of the Deer"), važna luka na pacifičkoj obali, utemeljen 1531. na njihovom je teritoriju. 
Totorame su bili prvenstveno sjedilačko pleme, ratari (kukuruz, duhan,etc.), lovci i ribari. Umjetnost im poznajemo s polikromne lončarije. Crveni i crni dizajni ukazuju na visoku kulturu. –Pleme je stradalo od pokolja koji je izvršio (1531.) Nuño Beltrán de Guzmán sa svega 25 ljudi, ili su završili kao robovi na izgradnji prvog naselja i luke (Mazatlana).
Jezik Totorama nazivan je i pirome ili pinutl.

## Vanjske poveznice
- Totorames  Arhivirana inačica izvorne stranice od 2. studenoga 2005. (Wayback Machine)